# Sylwia Jakubowska-Szycik
Sylwia Joanna Jakubowska-Szycik (ur. 1974 w Lublinie) – polska rzeźbiarka; prorektor Akademii Sztuk Pięknych w Gdańsku (2020–2024). 

## Życiorys
W latach 1996–2001 studiowała na Wydziale Rzeźby ASP w Gdańsku, gdzie w 2001 uzyskała dyplom w pracowni rzeźby Stanisława Radwańskiego. W 2010 obroniła doktorat: Potrzeba mistrza (promotorka – Katarzyna Józefowicz). W 2018 tamże habilitowała się na podstawie dzieła Dom-schron/Sieroca oraz Piękne czekanie (autoportret z psem).
Zawodowo związana z macierzystą uczelnią, gdzie pracuje na stanowisku adiunktki w Katedrze Rysunku Wydziału Rzeźby i Intermediów. Prorektorka ASP w Gdańsku ds. kształcenia, studenckich i doktoranckich w kadencji 2020–2024.
Zajmuje się rzeźbą, instalacją, tkaniną i rysunkiem. W pracy artystycznej posługuje się przedmiotami codziennego użytku, odlewami. Stosuje ograniczone środki wyrazu. Niekiedy modyfikuje starsze prace, co umożliwia tworzenie nowych aranżacji i znaczeń.